# Svartgran
Svartgran (Picea mariana) är en trädart med ursprung i Kanada och nordöstra USA. Den klarar av att växa i fuktig och oländig mark och odlas försöksvis i Sverige, men anses ej kunna konkurrera produktionsmässigt med svensk gran på normal skogsmark.[källa behövs]
Arten hittas i nästan hela Kanada söder om tundran och i USA förekommer svartgranen i Alaska samt i nordöstra USA i delstaterna Vermont, Wisconsin, Minnesota, Rhode Island, Massachusetts, Maine, New Hampshire, Connecticut, Michigan och Pennsylvania. Den växer i kulliga områden och i bergstrakter upp till 1800 meter över havet. Svartgranen hittas ofta i träskmarker och i norra delen av utbredningsområdet förekommer permafrost. Vegetationsperiodens längd varierar mellan 25 och 160 dagar. Årsnederbörden i regionen ligger mellan 200 och 1400 mm. Trädet kan bilda grupper eller mindre skogar där inga andra större träd ingår. I dessa skogar består undervegetationen främst av vitmossor. Svartgranen ingår dessutom i skogar tillsammans med vitgran (Picea glauca), banksianatall (Pinus banksiana) och balsamgran (Abies balsamea). I bergstrakter kan även berggran, amerikansk asp och contortatall ingå i skogarna. I sydöstra delen av utbredningsområdet hittas även Chamaecyparis thyoides, kanadalärk, balsampoppel, Acer rubrum, Ulmus americana och Fraxinus nigra i samma skogar.
För beståndet är inga hot kända och populationen anses vara stabil. IUCN listar arten som livskraftig (LC).